# Judo ai Giochi della XXVI Olimpiade
Le prove di judo ai Giochi della XXVI Olimpiade si svolsero dal 20 al 26 luglio 1996 presso il Georgia World Congress Center di Atlanta.

## Podi

### Uomini
| Evento                                        | Oro             | Argento             | Bronzo                                 |
| fino a 60 kg (pesi super-leggeri) (dettagli)  | Tadahiro Nomura | Girolamo Giovinazzo | Richard Trautmann Dorjpalam Narmandakh |
| fino a 66 kg (pesi mezzo-leggeri) (dettagli)  | Udo Quellmalz   | Yukimasa Nakamura   | Israel Hernández Henrique Guimarães    |
| fino a 73 kg (pesi leggeri) (dettagli)        | Kenzo Nakamura  | Kwak Dae-Sung       | Christophe Gagliano Jimmy Pedro        |
| fino a 81 kg (pesi medio-leggeri) (dettagli)  | Djamel Bouras   | Toshihiko Koga      | Soso Lip'art'eliani Cho In-Chul        |
| fino a 90 kg (pesi medi) (dettagli)           | Jeon Ki-Young   | Armen Bagdasarov    | Marko Spittka Mark Huizinga            |
| fino a 100 kg (pesi medio-massimi) (dettagli) | Paweł Nastula   | Kim Min-Soo         | Stéphane Traineau Miguel Fernandes     |
| oltre 100 kg (pesi massimi) (dettagli)        | David Douillet  | Ernesto Perez       | Frank Möller Harry Van Barneveld       |

### Donne
| Evento                                       | Oro                  | Argento           | Bronzo                             |
| fino a 48 kg (pesi super-leggeri) (dettagli) | Kye Sun-Hi           | Ryōko Tamura      | Yolanda Soler Amarilis Savón       |
| fino a 52 kg (pesi mezzo-leggeri) (dettagli) | Marie-Claire Restoux | Hyun Sook-Hee     | Noriko Sugawara Legna Verdecia     |
| fino a 57 kg (pesi leggeri) (dettagli)       | Driulis González     | Jung Sun-Yong     | Isabelle Fernandez Marisbell Lomba |
| fino a 63 kg (pesi medio-leggeri) (dettagli) | Yūko Emoto           | Gella Vandecaveye | Jenny Gal Jung Sung-Sook           |
| fino a 70 kg (pesi medi) (dettagli)          | Cho Min-Sun          | Aneta Szczepańska | Wang Xianbo Claudia Zwiers         |
| fino a 78 kg (pesi medio-massimi) (dettagli) | Ulla Werbrouck       | Yoko Tanabe       | Ylenia Scapin Diadenis Luna        |
| oltre 78 kg (pesi massimi) (dettagli)        | Sun Fuming           | Estela Rodríguez  | Johanna Hagn Christine Cicot       |

## Medagliere
| Pos.   | Paese          | Oro | Argento | Bronzo | Totale |
| ------ | -------------- | --- | ------- | ------ | ------ |
| 1      | Giappone       | 3   | 4       | 1      | 8      |
| 2      | Francia        | 3   | 0       | 3      | 6      |
| 3      | Corea del Sud  | 2   | 4       | 2      | 8      |
| 4      | Cuba           | 1   | 1       | 4      | 6      |
| 5      | Belgio         | 1   | 1       | 2      | 4      |
| 6      | Polonia        | 1   | 1       | 0      | 2      |
| 7      | Germania       | 1   | 0       | 4      | 5      |
| 8      | Cina           | 1   | 0       | 1      | 2      |
| 9      | Corea del Nord | 1   | 0       | 0      | 1      |
| 10     | Spagna         | 0   | 1       | 2      | 3      |
| 11     | Italia         | 0   | 1       | 1      | 2      |
| 12     | Uzbekistan     | 0   | 1       | 0      | 1      |
| 13     | Paesi Bassi    | 0   | 0       | 3      | 3      |
| 14     | Brasile        | 0   | 0       | 2      | 2      |
| 15     | Georgia        | 0   | 0       | 1      | 1      |
| 15     | Mongolia       | 0   | 0       | 1      | 1      |
| 15     | Stati Uniti    | 0   | 0       | 1      | 1      |
| Totale | Totale         | 14  | 14      | 28     | 56     |